# Randy Ragan
Randolph Lee Ragan, plus connu sous le nom de Randy Ragan (né le 7 juin 1959 à High Prairie dans l'Alberta) est un joueur de soccer international canadien, qui évoluait au poste de milieu de terrain et défenseur, avant de devenir entraîneur.

## Biographie

### Carrière de joueur

#### Carrière en sélection
Avec l'équipe du Canada, il dispute 40 matchs (pour aucun but inscrit) entre 1980 et 1986. Il figure notamment dans le groupe des sélectionnés lors de la coupe du monde de 1986. Lors du mondial, il joue trois matchs : contre la France, la Hongrie et enfin l'URSS.
Il participe également aux JO de 1984, atteignant le stade des quarts de finale.